# Bacmańska Góra
Bacmańska Góra (ok. 1058 m) – niewielki wierzchołek na południowo-zachodnim grzbiecie Boraczego Wierchu (1244 m) w Grupie Lipowskiego Wierchu i Romanki w Beskidzie Żywiecko-Orawskim.

## Opis szczytu
Grzbiet Bacmańskiej Góry oddziela dolinę potoku Z Gawłowskiego od doliny Śmierdzącego Potoku; obydwa są prawymi dopływami Bystrej. Od Boraczego Wierchu początkowo grzbiet opada łagodnie, na wierzchołku Boraczego Wierchu ulega załamaniu i dolna część opada bardziej stromo. Obecnie jest w większości porośnięty lasem, ale dawniej był niemal całkowicie bezleśny, zajęty przez pola uprawne i hale. Na zdjęciach lotniczych mapy Geoportalu widoczne są halizny zarastające lasem. Obecnie nadal znajdują się na nim polany i osiedla miejscowości Złatna w województwie śląskim, w powiecie żywieckim w gminie Ujsoły. W górnej części grzbietu jest to hala Bacmania, w dolnej części polany i osiedla: Gawłowskie, Bura Polana, Podgrapie, Polana Motykowa. U podnóży Bacmańskiej góry, w dolinie Śmierdzącego Potoku znajduje się źródło wody siarkowodorowej (Źródło Matki Boskiej) o leczniczych własnościach. Różne źródła podają wysokości 1054, lub 1051.
Grzbietem Bacmańskiej Góry prowadzą dwa znakowane szlaki turystyczne; górą szlak żółty, wschodnimi i południowymi zboczami szlak niebieski.

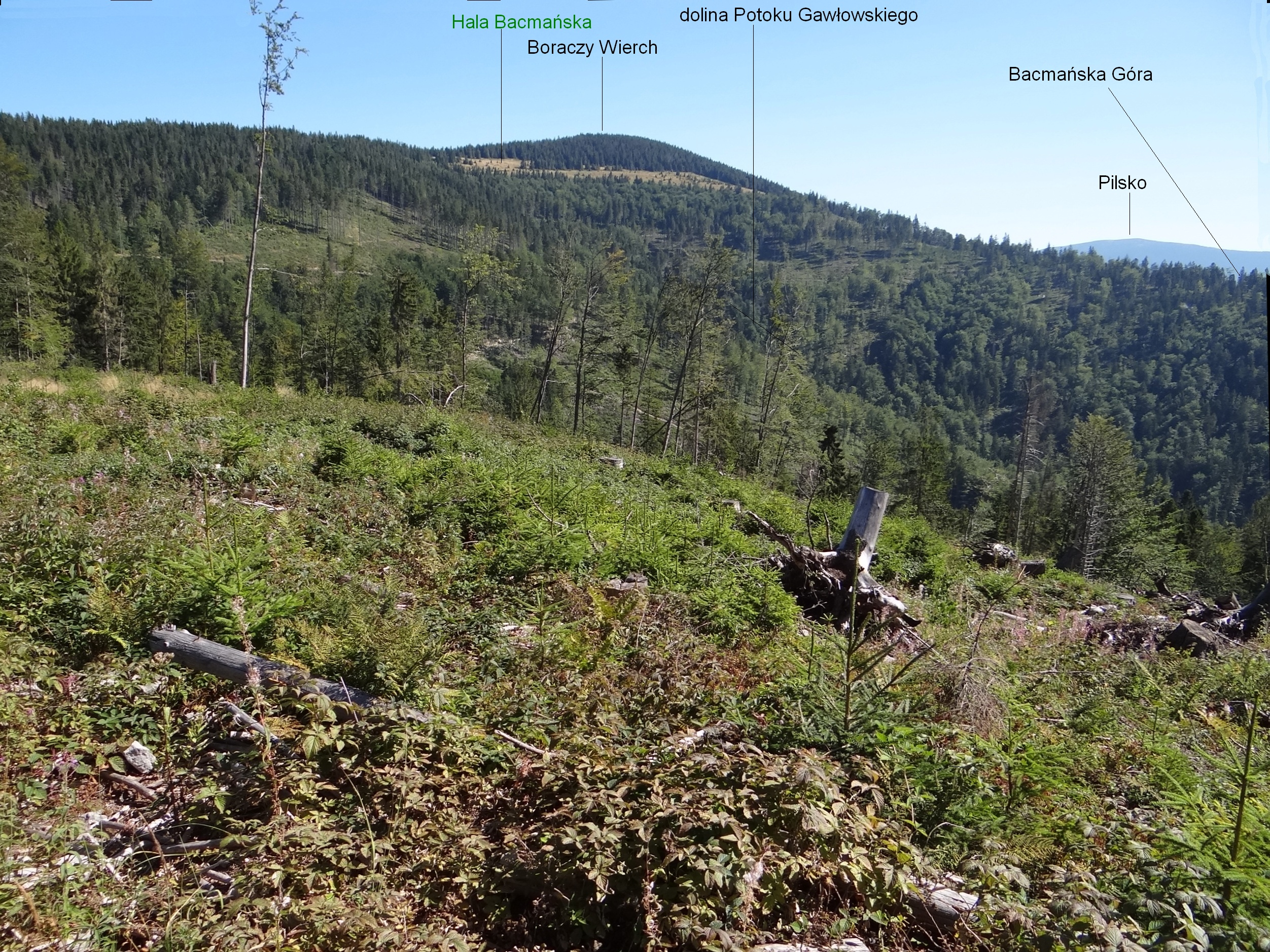
Widok z Zapolanki

## Nazwa
Nazwa szczytu pochodzi od znajdującej się na nim hali Bacmania (Bacmańskiej). Jest to unikatowa nazwa występująca tylko w trzech miejscach w Beskidzie Żywiecko-Orawskim; w Polsce jest jeszcze potok Bacmański, a na Słowacji Bacmańska Grapa. Jest zbitką dwóch słów; pierwsze pochodzi od węgiersko-wołoskiego słowa baca, drugie od niemieckiego słowa der Mann oznaczającego człowieka. Jest to jednak tylko przypuszczenie. Na mapie Kummersberga Bacmańska Góra miała zniekształconą nazwę Badzmańska Góra, w encyklopedii Schneidera poprawną oraz uwagę, że na jej szczycie jest hala i skałki.

## Szlaki turystyczne
Rajcza – Zapolanka – Redykalny Wierch – Bacmania – hala Bieguńska – hala Lipowska – Rysianka – Romanka
 Złatna – Bura Polana – Motykówka – polana Cerchla – Hala Rysianka